# Circuit de Zolder
Le circuit de Zolder, aussi connu sous le nom de circuit Terlaemen, est un circuit automobile belge situé à Heusden-Zolder en Flandre. Long de 4,011 km, il comprend 10 virages.

## Historique
Construit en 1963, Zolder a accueilli à dix reprises le Grand Prix de Formule 1 de Belgique dans les années 1970 et 1980. Zolder est connu pour être le circuit sur lequel Gilles Villeneuve se tue durant les qualifications du Grand Prix automobile de Belgique 1982, événement déclencheur de l'abandon du circuit flamand après 1984, bien que l'accident n'ait pas été provoqué par le circuit. Le Grand Prix de Belgique déménagea vers le circuit de Spa-Francorchamps en 1983, puis définitivement à partir de 1985.
À plusieurs occasions, le circuit de Zolder a accueilli le championnat du monde de cyclisme sur route en 1969 et 2002 et le championnat du monde de cyclo-cross en 1970, 2002 et 2016.
Depuis, le circuit de Zolder accueille une manche du championnat World Series by Renault, le championnat national GT Belcar, incluant les 24 Heures de Zolder et le championnat d'Europe de courses de camions depuis 1989.
Au début de l'année 2006, le circuit a subi quelques adaptations pour augmenter la sécurité et du 24 au 26 août 2007, il a accueilli l'unique Grand Prix de Belgique de Champ Car. En 2010 et 2011, une épreuve de FIA GT1 y a été disputé.

## Grand Prix de Belgique (Formule 1)
| Année | Pilote           | Constructeur  | Résultat |
| ----- | ---------------- | ------------- | -------- |
| 1973  | Jackie Stewart   | Tyrrell-Ford  | Résultat |
| 1975  | Niki Lauda       | Ferrari       | Résultat |
| 1976  | Niki Lauda       | Ferrari       | Résultat |
| 1977  | Gunnar Nilsson   | Lotus-Ford    | Résultat |
| 1978  | Mario Andretti   | Lotus-Ford    | Résultat |
| 1979  | Jody Scheckter   | Ferrari       | Résultat |
| 1980  | Didier Pironi    | Ligier-Ford   | Résultat |
| 1981  | Carlos Reutemann | Williams-Ford | Résultat |
| 1982  | John Watson      | McLaren-Ford  | Résultat |
| 1984  | Michele Alboreto | Ferrari       | Résultat |

## Grand Prix du Limbourg (Formule 2)
| Année | Pilote            | Constructeur  | Résultat      |
| ----- | ----------------- | ------------- | ------------- |
| 1964  | Denny Hulme       | Brabham-Ford  | Résultat      |
| 1965  | Jonathan Williams | Brabham-Ford  | Résultat (F3) |
| 1966  | Jack Brabham      | Brabham-Honda | Résultat      |
| 1967  | John Surtees      | Lola-Ford     | Résultat      |
| 1968  | Jochen Rindt      | Brabham-Ford  | Résultat      |
| 1969  | Jochen Rindt      | Lotus-Ford    | Résultat      |
| 1970  | Jochen Rindt      | Lotus-Ford    | Résultat      |

## Grand Prix de Champ Car
| Année | Pilote             | Écurie                     | Résultat |
| ----- | ------------------ | -------------------------- | -------- |
| 2007  | Sébastien Bourdais | Newman/Haas/Lanigan Racing | Résultat |